# タボーラ州
タボーラ州（タボーラしゅう、Mkoa wa Tabora）は、タンザニア中部の州の1つである。片仮名転記では、タボラ州とも表記する。州都はタボラである。

## 他州との位置関係
タボーラ州は、北にシニャンガ州、北西にキゴマ州、南西にルクワ州、南にムベヤ州、東にシンギダ州と接している。かつては、タンガニーカ湖岸まで州域だったものの、ルクワ州が新設されたため、完全な内陸州になり、面積は76,151 km2に変わった。

## 交通
タボーラ州はタンザニアにおける鉄道交通の要衝である。まず、州内にはインド洋岸の商都であるダルエスサラームと、タンガニーカ湖岸で湖内国際航路の港町であるキゴマとを結ぶ、鉄道路線の中央線が通っている。この中央線は州都のタボラも通っており、タボラからはヴィクトリア湖岸のムワンザまで続く鉄道路線が分岐している。また、州内の町の1つであるカリウアにも中央線は通っており、カリウアからは南西方向へ、ルクワ州のムパンダまでの鉄道路線が分岐している。このため、タボラ駅とカリウア駅は、中央線内でも主要な駅として数えられている。
これ以外に、タボラには空港も設置されている。

## 人口
2002年時点でのタボーラ州の州都であるタボラの推計人口は、約12.7万人であった。これに対して、タボーラ州全体の2002年時点における人口は、1,717,908人であった。

## 下位行政区画
- Igunga District
- Kaliua District
- Nzega District
- Nzega (TC)
- Sikonge District
- Tabora Urban District
- Urambo District
- Uyui District